# 룽징시
룽징시(중국조선어: 룡정시, 중국어 간체자: 龙井市, 정체자: 龍井市, 병음: Lóngjǐng shì)는 중화인민공화국 지린성 연변 조선족 자치주에 있는 도시이다. 면적은 2591km2, 인구는 26만여 명이고, 전체 인구 중 한민족 비율이 67%에 이른다.
가곡 <선구자>로 알려진 정자 일송정이 있으며, 시인 윤동주의 고향으로 그의 무덤이 있다.

## 지리
동남쪽으로는 두만강을 경계로 조선민주주의인민공화국에 접해 있다. 동북쪽으로는 연길, 도문, 서남쪽으로는 화룡, 서북쪽으로는 안도에 접해 있다. 백두산 동쪽 기슭에 자리잡고 있으며 도시 가운데로 두만강의 지류인 하이란강(해란강)이 흐른다.

## 행정 구역
룽징은 3개의 가도, 5개의 진, 2개의 향으로 구성되어 있다.
- 가도(街道)
  1. 안민 가도(중국조선어: 안민가도, 중국어 간체자: 安民街道)
  2. 룽먼 가도(중국조선어: 룡문가도, 중국어 간체자: 龙门街道)
  3. 리완가도(중국조선어: 이원가도, 중국어 간체자: 梨园街道)

- 진(鎭)
  1. 카이산툰 진(중국조선어: 개산툰진, 중국어 간체자: 开山屯镇)
  2. 라오토우고우 진(중국조선어: 로투구진, 중국어 간체자: 老头沟镇)
  3. 싼허 진(중국조선어: 삼합진, 중국어 간체자: 三合镇)
  4. 둥성융 진(중국조선어: 동성용진, 중국어 간체자: 东盛涌镇)
  5. 즈신 진(중국조선어: 지신진, 중국어 간체자: 智新镇)

- 향(郷) 
  1. 더신 향(중국조선어: 덕신향, 중국어 간체자: 德新乡)
  2. 바이진 향(중국조선어: 백금향, 중국어 간체자: 白金乡)

## 기후
| 룽징시의 기후                                                 | 룽징시의 기후 | 룽징시의 기후 | 룽징시의 기후 | 룽징시의 기후 | 룽징시의 기후 | 룽징시의 기후 | 룽징시의 기후 | 룽징시의 기후 | 룽징시의 기후 | 룽징시의 기후 | 룽징시의 기후 | 룽징시의 기후 | 룽징시의 기후 |
| 월                                                            | 1월           | 2월           | 3월           | 4월           | 5월           | 6월           | 7월           | 8월           | 9월           | 10월          | 11월          | 12월          | 연간          |
| ------------------------------------------------------------- | ------------- | ------------- | ------------- | ------------- | ------------- | ------------- | ------------- | ------------- | ------------- | ------------- | ------------- | ------------- | ------------- |
| 역대 최고 기온 °C (°F)                                        | 6.8 (44.2)    | 15.1 (59.2)   | 20.7 (69.3)   | 33.1 (91.6)   | 33.8 (92.8)   | 36.7 (98.1)   | 37.1 (98.8)   | 37.0 (98.6)   | 32.7 (90.9)   | 29.3 (84.7)   | 19.4 (66.9)   | 11.6 (52.9)   | 37.1 (98.8)   |
| 일평균 최고 기온 °C (°F)                                      | −6.2 (20.8)   | −1.5 (29.3)   | 5.8 (42.4)    | 15.1 (59.2)   | 21.4 (70.5)   | 25.1 (77.2)   | 27.4 (81.3)   | 27.1 (80.8)   | 22.6 (72.7)   | 14.9 (58.8)   | 3.7 (38.7)    | −4.6 (23.7)   | 12.6 (54.6)   |
| 일일 평균 기온 °C (°F)                                        | −13.1 (8.4)   | −8.5 (16.7)   | −0.7 (30.7)   | 7.8 (46.0)    | 14.2 (57.6)   | 18.8 (65.8)   | 22.0 (71.6)   | 21.6 (70.9)   | 15.5 (59.9)   | 7.4 (45.3)    | −2.5 (27.5)   | −10.7 (12.7)  | 6.0 (42.8)    |
| 일평균 최저 기온 °C (°F)                                      | −18.6 (−1.5)  | −14.7 (5.5)   | −6.8 (19.8)   | 0.9 (33.6)    | 7.8 (46.0)    | 13.6 (56.5)   | 17.6 (63.7)   | 17.2 (63.0)   | 9.7 (49.5)    | 1.1 (34.0)    | −7.7 (18.1)   | −15.8 (3.6)   | 0.4 (32.7)    |
| 역대 최저 기온 °C (°F)                                        | −30.9 (−23.6) | −28.2 (−18.8) | −23.6 (−10.5) | −11.2 (11.8)  | −1.8 (28.8)   | 5.4 (41.7)    | 8.9 (48.0)    | 7.1 (44.8)    | −1.2 (29.8)   | −10.8 (12.6)  | −24.5 (−12.1) | −29.1 (−20.4) | −30.9 (−23.6) |
| 평균 강수량 mm (인치)                                         | 5.1 (0.20)    | 7.6 (0.30)    | 13.5 (0.53)   | 30.3 (1.19)   | 68.5 (2.70)   | 78.8 (3.10)   | 132.2 (5.20)  | 116.1 (4.57)  | 65.2 (2.57)   | 29.6 (1.17)   | 19.4 (0.76)   | 6.2 (0.24)    | 572.5 (22.53) |
| 평균 강수일수 (≥ 0.1 mm)                                      | 3.1           | 3.4           | 5.7           | 8.1           | 13.8          | 14.2          | 14.0          | 14.0          | 9.5           | 6.8           | 5.7           | 4.2           | 102.5         |
| 평균 강설일수                                                 | 5.6           | 6.1           | 7.3           | 3.0           | 0.2           | 0             | 0             | 0             | 0             | 1.6           | 5.9           | 6.8           | 36.5          |
| 평균 상대 습도 (%)                                            | 60            | 55            | 53            | 52            | 61            | 72            | 79            | 80            | 75            | 64            | 62            | 61            | 65            |
| 평균 월간 일조시간                                            | 170.1         | 180.4         | 210.8         | 205.0         | 211.7         | 198.8         | 182.6         | 187.9         | 207.5         | 198.8         | 153.0         | 150.7         | 2,257.3       |
| 가능 일조율                                                   | 58            | 60            | 57            | 51            | 47            | 44            | 40            | 44            | 56            | 59            | 53            | 54            | 52            |
| 출처: 중국기상국 (평년값: 1991년~2020년, 극값: 1981년~2010년) |               |               |               |               |               |               |               |               |               |               |               |               |               |

## 교육 기관
- 룡정중학교 (용정중학, 龍井中學)

## 인물
- 윤동주
- 문익환

## 기타
- 2008년 여름 - 한국방송공사의 1박 2일에서 중국 용정시를 방문하여 촬영한 <백두산을 가다> 편이 방영되었다.